# Велико Филипов
Велико Филипов е български опълченец от Търговищкия край.

## Биография
Роден в с. Лозен .
На 8 август 1877 г. Филипов е зачислен като редник в Трета знаменосна дружина, Първа рота на българското опълчение под командването на подполковник Павел Калитин,  на която е поверено Самарското знаме. Участва в Битката при Шипченския проход през юли 1877 г., в Битката при Шейново и в епичната Битка при Стара Загора срещу Централната османска армия с командир Сюлейман паша на 19/31 юли 1877 година. Уволнен от служба на 15 юли 1878 г.
Велико Филипов взема участие като доброволец и в Сръбско-българската война в състава на Добричката доброволческа чета, сформирана в Добрич на 21 септември 1885 г. Четата включва 148 доброволци, от които на фронта заминават 102. От Шумен през Каспичан, Русе и Видин на 23 октомври 1885 г. четата пристига в с. Бойница, където се включва още в първия бой със сръбските войски, които на 3 ноември се опитали да завладеят Кула. Четата нанася неочакван удар на XIII сръбски полк и II ескадрон в гората до р. Тополовец, с което възпрепятства сръбското настъпление към Кула.
Филипов почива през 1940 година в град Търговище с почести.

## Памет и признание
Фотография на Велико Филипов е включена в мемориалния албум „Спомен от Освободителната руско-турска война през 1877 – 1878 година“, издаден от Централно поборническо опълченско дружество „Шипка“ в София през 1928.
Отличия, медали и лични вещи на опълченците Велико Филипов и Иван Цачев се съхраняват в Регионален исторически музей – Търговище. Оригинален портрет на Филипов е едно от най-значимите дарения за музея за 2017 година.